# 沙瓦诺
沙瓦诺（法語：Chavanod，法語發音：[ʃavano]）是法国上萨瓦省的一个市镇，位于该省西南部，省会阿讷西市区西南，属于阿讷西区。沙瓦诺是阿讷西城市公共社区的组成部分，境内以居住区为主。

## 地理
沙瓦诺（45°53'24"N, 6°2'23"E）面积13.36 平方千米，位于法国奥弗涅-罗讷-阿尔卑斯大区上萨瓦省，该省份为法国东部省份，历史上为薩伏依的一部分，北与瑞士接壤，西接安省，南至萨瓦省，东与瑞士和意大利接壤。
与沙瓦诺接壤的市镇（或旧市镇、城区）包括：埃泰尔西、洛瓦尼、马尔塞拉阿尔巴奈、蒙塔尼莱朗什、普瓦西、阿讷西。
沙瓦诺的时区为UTC+01:00、UTC+02:00（夏令时）。

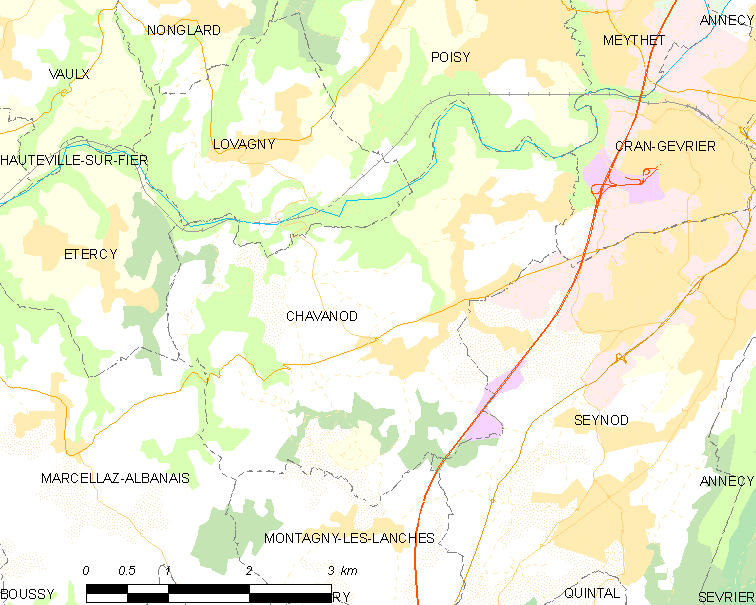
沙瓦诺的OSM定位图

## 行政
沙瓦诺的邮政编码为74650，INSEE市镇编码为74067。

## 政治
沙瓦诺所属的省级选区为阿讷西第四县。

## 人口

1962-2008年间沙瓦诺人口变化图示

沙瓦诺于2022年1月1日时的人口数量为3024人。